# Arild Hausberg

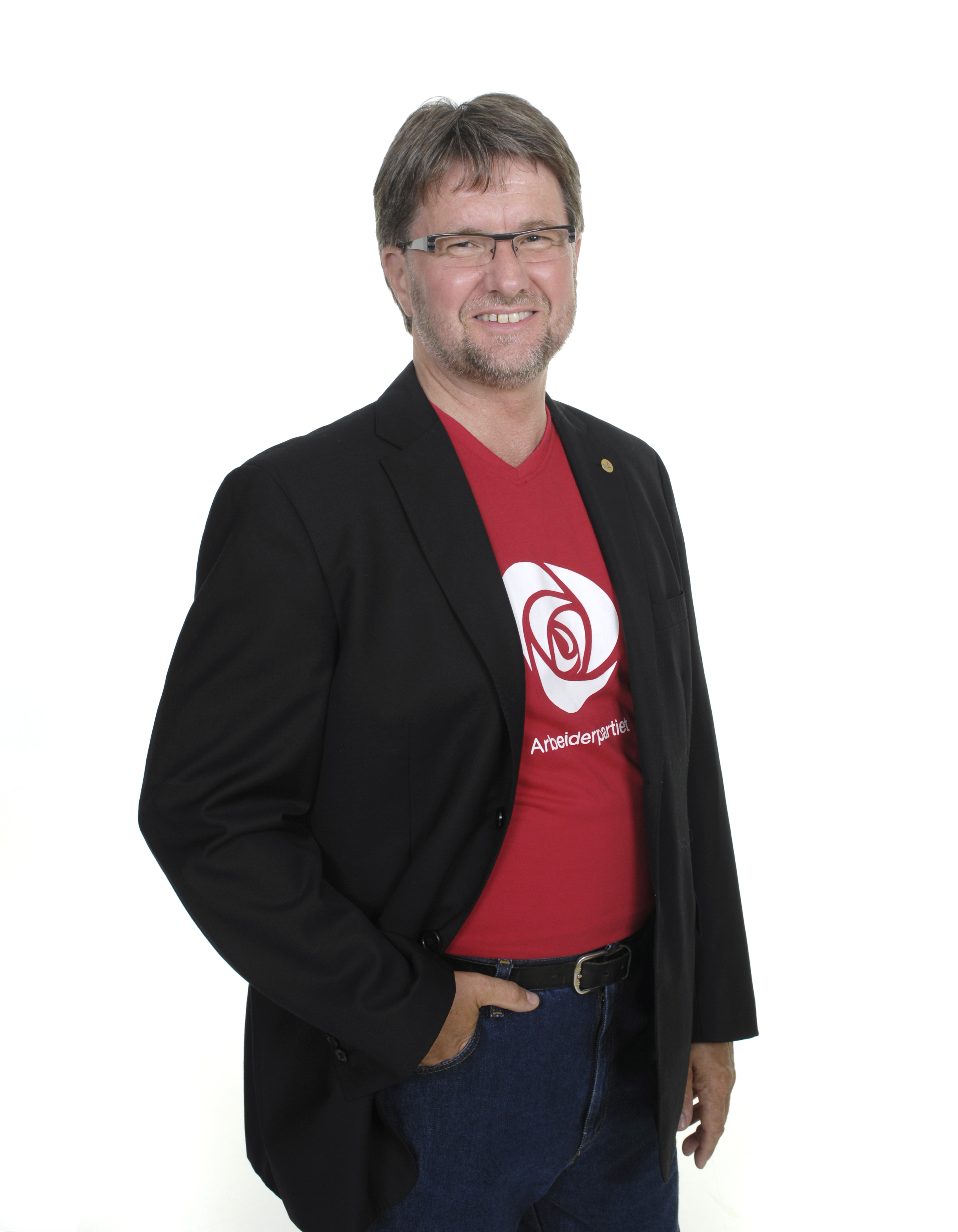
Arild Hausberg

Arild Hausberg (* 19. Juli 1955) ist ein norwegischer Politiker der Arbeiderpartiet (Ap). Er war von 2007 bis 2011 Bürgermeister der nordnorwegischen Stadt Tromsø.

## Leben
Arild Hausberg stammt aus Bergen. Als Ingenieur hat er seit 1979 für Troms Kraft, einen Stromkonzern aus Tromsø, der zwölf Wasserkraftwerke betreibt, gearbeitet. Zuletzt war er Leiter der Einsatzzentrale. 

## Politischer Werdegang
Von 2001 bis 2008 war Arild Hausberg stellvertretender Vorsitzender der Arbeiderpartiet in der Provinz Troms. Er war für vier Legislaturperioden Mitglied des Gemeinderates von Tromsø, in den Jahren 2003 bis 2007 fungierte er als  Leiter des Komitees für Jugend. Ab 2005 war er Fraktionsvorsitzender der Arbeiderpartiet im Gemeinderat. Darüber hinaus war er von 2003 bis 2007 Mitglied des Fylkestings, des Provinzparlaments der Provinz Troms.
Von 2007 bis 2011 war er Bürgermeister von Tromsø als Nachfolger Herman Kristoffersens (Ap), der nicht mehr für eine neue Amtszeit antrat. Nachfolger Arild Hausbergs als Bürgermeister in Tromsø wurde Jens Johan Hjort (Høyre).